# Liste der Kantonsschulen des Kantons Zürich

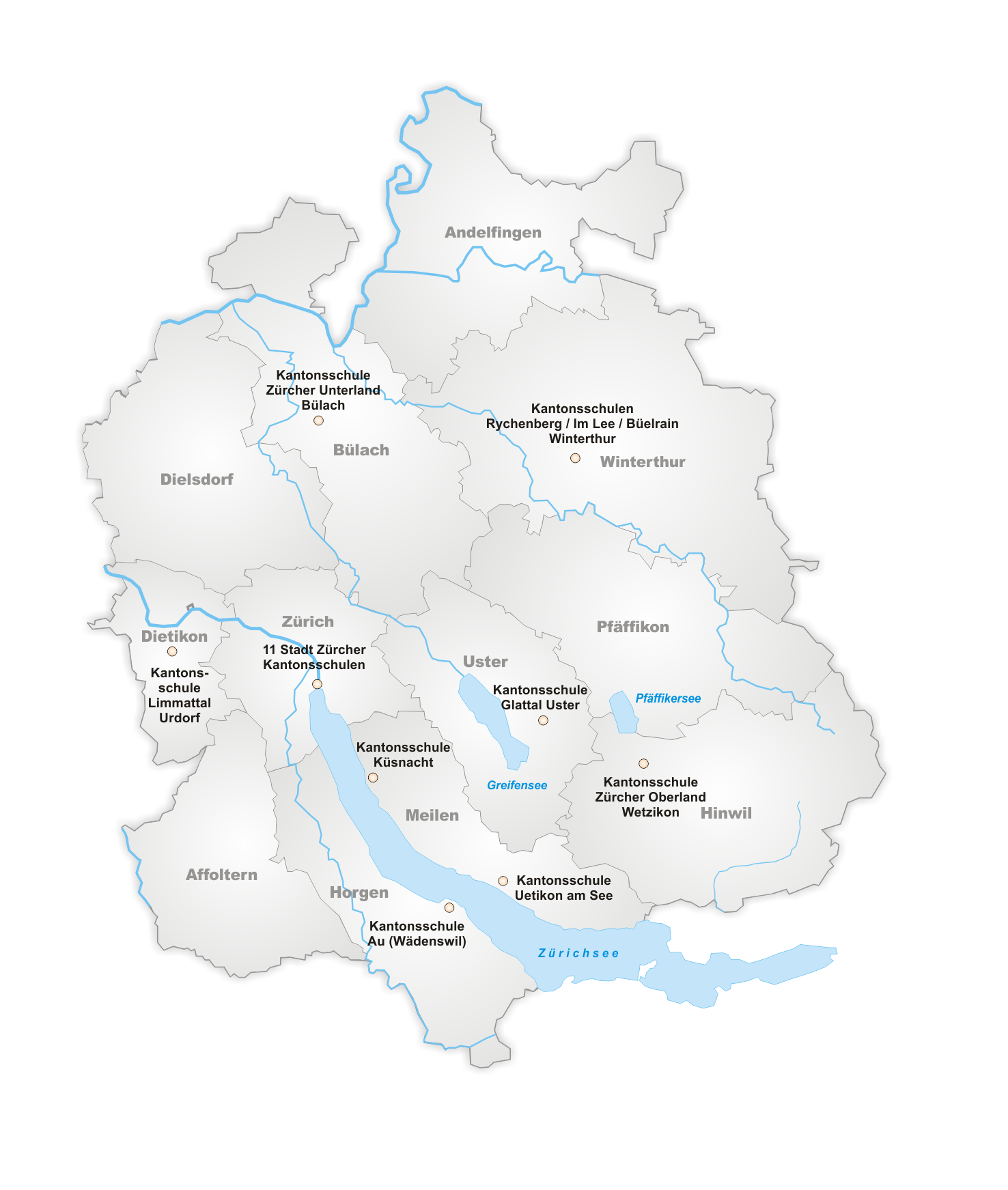
Kantonsschulen des Kantons Zürich

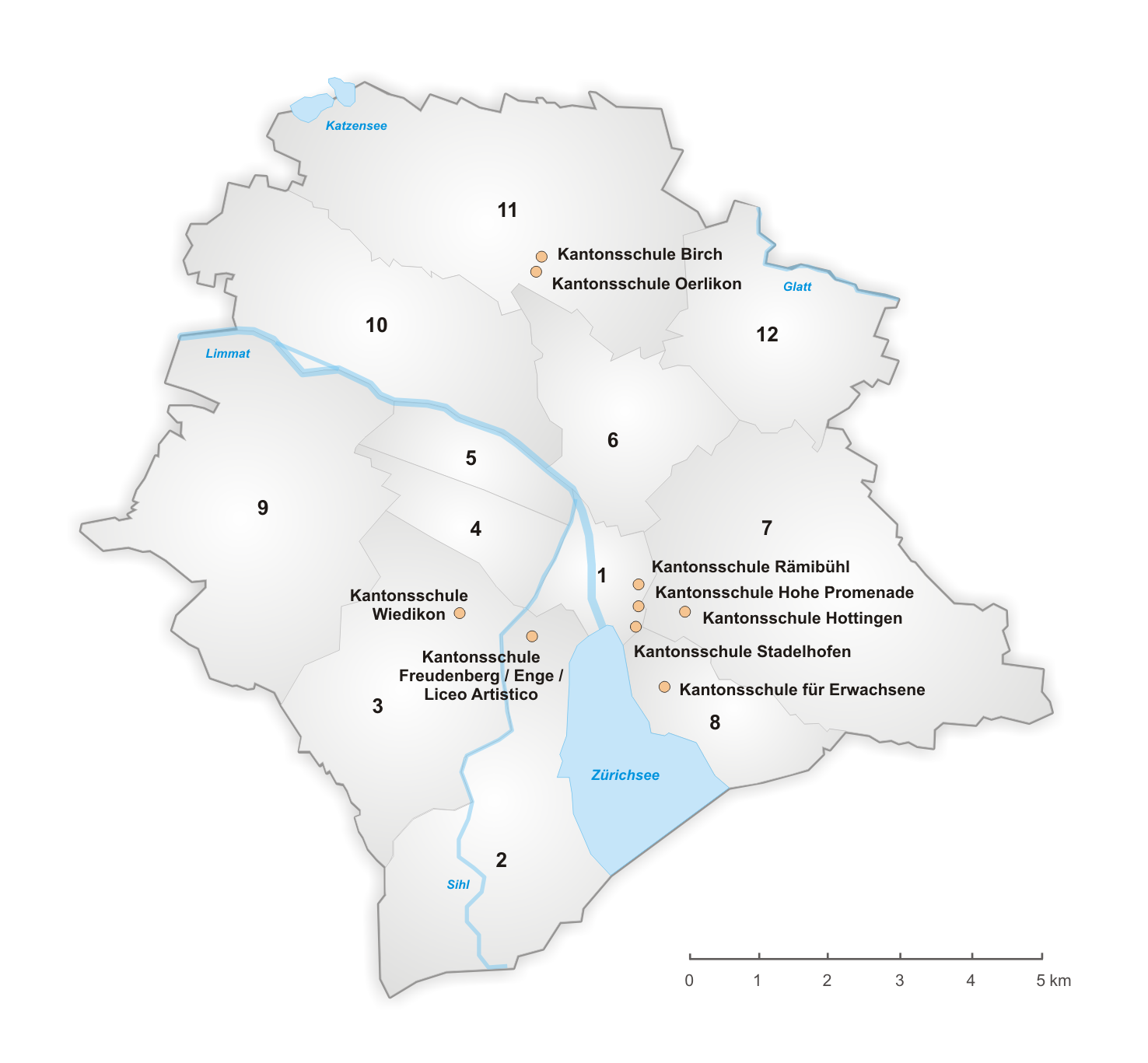
Kantonsschulen der Stadt Zürich

Die Liste der Kantonsschulen des Kantons Zürich zeigt die neunzehn Kantonsschulen des gesamten Kantons Zürich.

## Geschichte der Kantonsschulen im Kanton Zürich
Die älteste der heutigen Kantonsschulen ist die Kantonsschule Küsnacht; die 1832 allerdings nicht als Gymnasium, sondern als Lehrerbildungsanstalt gegründet wurde.
Die erste Kantonsschule in der Stadt Zürich wurde am 22. April 1833 mit zwei Abteilungen gegründet, dem Gymnasium und der Industrieschule. Die Kantonsschule bezog 1842 an der Rämistrasse 59 ihr erstes Domizil im heutigen Gebäude der Pädagogischen Hochschule («Alte Kantonsschule»). 1904/05 wurde als dritte Abteilung aus der Industrieschule heraus die «Kantonale Handelsschule Zürich» gegründet. Mit der Übernahme der «Höheren Stadtschule» in Winterthur durch den Kanton 1919 führte die Kantonsschule vier Abteilungen. Bis 1955 war das Angebot an Maturitätsschulen auf die Städte Zürich und Winterthur beschränkt und galt auch nur für Knaben.
Nach dem Zweiten Weltkrieg beschloss der Kanton Zürich zuerst zaghaft, dann in den sechziger Jahren definitiv die Dezentralisierung der Kantonsschule, um die regionale Chancenungleichheit in den Ausbildungsmöglichkeiten zu beheben. So erhielt das Zürcher Oberland mit Wetzikon 1952 als erstes eine regionale Kantonsschule. Vier Projekte wurden schliesslich vorgezogen und in einer Prioritätenliste geordnet: Oerlikon, Bülach, Urdorf und eine zweite Kantonsschule für Winterthur.
Ein weiterer wichtiger Schritt für den Ausbau der Mittelschulen im Kanton Zürich war die Übernahme der Höheren Töchterschule der Städte Zürich und Winterthur in die Kantonsschule 1976 und die damit verbundene Einführung der Koedukation. Damit erhöhte sich die Anzahl der Standorte der Kantonsschule um weitere fünf innerhalb der Stadt Zürich und einen in Winterthur.
Die Zentrale Aufnahmeprüfung (ZAP) wird seit 2007 im ganzen Kanton einheitlich durchgeführt. Schülerinnen und Schüler aus der sechsten Primarschulklasse und aus der zweiten respektive dritten Sekundarstufe A oder B können antreten. Die Prüfungsfächer sind Deutsch und Mathematik.
Auf August 2012 wurden die seit 1971 bestehende Kantonsschule Oerlikon und die 2004 durch Umzug der Kantonsschule Riesbach entstandenen Kantonsschule Birch zur Kantonsschule Zürich Nord zusammengelegt, die nun die grösste Kantonsschule des Kantons Zürich ist. Im Februar 2013 wurde die «Kantonsschule Glattal» nach Uster verlegt und in Kantonsschule Uster umbenannt.
Zwei Schulen unterscheiden sich von den restlichen: An der Kantonalen Maturitätsschule für Erwachsene können Erwachsene die Maturität auf dem zweiten Bildungsweg absolvieren. Das vom Kanton Zürich und Italien gemeinsam geführte Liceo Artistico hat Bildnerisches Gestalten als Schwerpunkt.

## Liste der Kantonsschulen
| Name der Kantonsschule Offizielle Bezeichnung | Eröffnung | Schüler | Rektor oder Rektorin                                | Ortschaft      | Bild                                            |
| --------------------------------------------- | --------- | ------- | --------------------------------------------------- | -------------- | ----------------------------------------------- |
| Kantonsschule Freudenberg KFR                 | 1959      | 600     | Valeria Gemelli                                     | Zürich         | Kantonsschule Freudenberg                       |
| Kantonsschule Rämibühl MNG/LG/RG/K+S          | 1833      | 2000    | MNG: Susanne Kalt LG: Ursula Alder RG: Tobias Weber | Zürich         | Der Haupteingang des heutigen MNG               |
| Kantonsschule Wiedikon KWI                    | 1965      | 900     | Urs Allenspach                                      | Zürich         |                                                 |
| Kantonsschule Stadelhofen KST                 | 1966      | 600     | Thomas Tobler                                       | Zürich         |                                                 |
| Kantonsschule Zürich Nord KZN                 | 2012      | 2000    | Andreas Niklaus                                     | Zürich         | Blick auf die Aula                              |
| Kantonsschule Hottingen KSH                   | 1949      | 750     | Daniel Zahno                                        | Zürich         |                                                 |
| Kantonsschule Hohe Promenade KSHP             | 1913      | 700     | Martin Schaub                                       | Zürich         | Kantonsschule Hohe Promenade                    |
| Kantonsschule Enge KEN                        | 1904      | 950     | Moritz Spillmann                                    | Zürich         | Kantonsschule Enge                              |
| Liceo Artistico                               | 1989      | 240     | Roland Ruess                                        | Zürich         | Liceo Artistico                                 |
| Kantonsschule Zürcher Oberland KZO            | 1955      | 1200    | Aleksandar Popov                                    | Wetzikon       | Kantonsschule Zürcher Oberland                  |
| Kantonsschule Küsnacht KKN                    | 1832      | 469     | Corinne Elsener                                     | Küsnacht       | Kantonsschule Küsnacht                          |
| Kantonsschule Zürcher Unterland KZU           | 1972      | 950     | Roland Lüthi                                        | Bülach         | Kantonsschule Zürcher Unterland                 |
| Kantonale Maturitätsschule für Erwachsene KME | 1970      | 0       | Martin Klee                                         | Zürich         | Kantonale Maturitätsschule für Erwachsene       |
| Kantonsschule Rychenberg KRW                  | 1959      | 1200    | Christian Sommer                                    | Winterthur     | Kantonsschule Rychenberg                        |
| Kantonsschule Im Lee KLW                      | 1928      | 582     | Arno Germann                                        | Winterthur     | Kantonsschule Im Lee                            |
| Kantonsschule Büelrain KBW                    | 1968      | 600     | Peter Lautenschlager                                | Winterthur     | Kantonsschule Büelrain                          |
| Kantonsschule Uster KUS                       | 1974      | 860     | Chin-Yunn Yang                                      | Uster          | Kantonsschule Uster                             |
| Kantonsschule Limmattal KSL                   | 1977      | 620     | Andreas Messmer                                     | Urdorf         |                                                 |
| Kantonsschule Uetikon am See KUE              | 2018      | 111     | Jürg Berthold                                       | Uetikon am See | Provisorische Schulhäuser auf der Riedstegwiese |
| Kantonsschule Zimmerberg KZI                  | 2020      | 430     | Alexandra Siegrist-Tsakanakis                       | Au ZH          |                                                 |

Legende
- Name der Kantonsschule: Name der Kantonsschule sowie eventuelle Zusatzbezeichnungen
- Eröffnung: Jahr, in dem die Kantonsschule am aktuellen Standort eröffnet wurde
- Schüler: Gesamte Schüleranzahl
- Rektor: Aktueller Schulleiter
- Ortschaft: Ortschaft, in welcher die Kantonsschule liegt